# Elisabeth Lukas
Elisabeth Lukas (* 12. listopadu 1942 Vídeň) je rakouská psychoterapeutka a klinická psycholožka.
Vystudovala psychologii na Vídeňské univerzitě. Během studií se osobně seznámila s Viktorem Franklem, se kterým zůstala v kontaktu až do jeho smrti. Zaměřila se na existenciální analýzu a logoterapii. V roce 1972 získala Ph.D. na Vídeňské univerzitě. Přestěhovala se se svou rodinou do Německa. Od roku 1973 pracovala jako klinická psycholožka a psychoterapeutka. Třináct let pracovala v rodinných a poradenských centrech (devět let ve vedoucí pozici). Sedmnáct let byla ředitelkou Süddeutsche Institut für Logotherapie ve městě Fürstenfeldbruck. V roce 2003 se Elisabeth Lukas vrátila do Rakouska. Od té doby pracuje v ABILE (Ausbildungsinstitut für Logotherapie und Existenzanalyse).
Díky svým klinickým zkušenostem obohatila logoterapeutickou techniku. V roce 2001 obdržela Cenu Viktora Frankla.

## Dílo
- I tvoje utrpení má smysl (Auch dein Leiden hat Sinn), Cesta 1998, ISBN 80-85319-79-9
- Logoterapie ve výchově (Sinn in der Familie), Portál 1997, ISBN 80-7178-180-0